# 30 april
30 april is de 120ste dag van het jaar (121ste dag in een schrikkeljaar) in de gregoriaanse kalender. Hierna volgen nog 245 dagen tot het einde van het jaar.

## Gebeurtenissen
- Algemeen
  - 711 - Tariq ibn Zijad komt aan op Gibraltar waarmee de islamitische periode in Spanje begint.
  - 1419 - Een grote stadsbrand verwoest een deel van de binnenstad van 's-Hertogenbosch.
  - 1875 - Inwijding van Begraafplaats Sint Barbara in Utrecht.
  - 1980 - De troonsafstand van Koningin Juliana en inhuldiging van Koningin Beatrix in de Nieuwe Kerk te Amsterdam gaan gepaard met grote krakersrellen.
  - 1984 - In Colombia wordt de minister van Justitie, Rodrigo Lara, vermoord door handlangers van de beruchte drugsbaron Pablo Escobar.
  - 1986 - Verbod op de walvisvangst.
  - 1987 - De presidenten van Zambia, Angola en Zaïre tekenen een akkoord om de 1.340 kilometer lange Benguelaspoorlijn, die vanuit Zambia naar de Angolese havenstad Lobito loopt, weer in gebruik te nemen.
  - 1989 - De vrouwen van het agrarische, overwegend katholieke kanton Appenzell Ausserrhoden in Zwitserland krijgen stemrecht.
  - 1990 - Na 43 maanden te zijn vastgehouden in Beiroet wordt de Amerikaanse gijzelaar Frank Reed vrijgelaten.
  - 2001 - Na afloop van Koninginnedag in Amsterdam breken rellen uit rond het Centraal Station. Dit gebeurt nadat alle treinverkeer stil komt te liggen en tienduizenden passagiers stranden.
  - 2009 - Koninginnedag in Apeldoorn wordt afgebroken na een aanslag die aan acht mensen, onder wie de dader, het leven kost.
  - 2013 - De troonsafstand van Koningin Beatrix en inhuldiging van haar zoon Willem-Alexander.[1]
  - 2015 - Een terminale patiënt in Zuid-Afrika overlijdt op natuurlijke wijze, kort nadat een rechter in Pretoria heeft beslist dat hij het recht had zijn leven te laten beëindigen, ook al is euthanasie in het land bij wet verboden.
  - 2024 - In de vroege nachtelijke uren van 1 mei (vroeg in de avond van 30 april in de Europese tijdzone) stort in de stadsprefectuur Meizhou, dat in de Chinese provincie Guangdong ligt, een deel van de weg naar Dabu in als gevolg van een door zware regenval veroorzaakte aardverschuiving. Door het incident vallen ruim 20 personenauto's van een steile helling waardoor er enkele tientallen dodelijke en gewonde slachtoffers vallen.[2]
- Media
  - 2024 - Ziggo maakt bekend dat ze Hélène Hendriks en Noa Vahle per 1 augustus 2024 in dienst hebben voor Ziggo Sport. Ziggo heeft vanaf die datum de voetbalrechten van de Champions League en andere Europese toernooien en zij worden de “gezichten” bij die voetbalwedstrijden.[3] De dames blijven ook te zien bij SBS6.
- Muziek
  - 1988 - In Dublin wint de Canadese zangeres Céline Dion voor Zwitserland het Eurovisie Songfestival met het liedje Ne Partez Pas Sans Moi.[4]
- Oorlog
  - 313 - Slag bij Adrianopel: Keizer Licinius verslaat zijn rivaal Maximinus II en deze vlucht vermomd als slaaf naar Nicomedia (huidige İzmit).
  - 1863 - Mexicaanse troepen vallen het Frans Vreemdelingenlegioen aan in Camarón. Thans feestdag van het Vreemdelingenlegioen.
  - 1917 - Bij een vergissingsbombardement op Zierikzee komen drie personen om het leven. Een Brits vliegtuig had verkeerd genavigeerd en was in de veronderstelling boven België te vliegen.
  - 1945 - Adolf Hitler en Eva Braun plegen zelfmoord na een dag getrouwd te zijn. Hiermee komt een einde aan het Kabinet-Hitler in Nazi-Duitsland.
  - 1945 - Rijkscommissaris Seyss-Inquart sluit met de geallieerden het Akkoord van Achterveld over voedseldroppings boven bezet Nederland.
  - 1975 - Capitulatie van Saigon, het einde van Zuid-Vietnam.
- Politiek
  - 1812 - Louisiana treedt als 18e staat toe tot de Verenigde Staten.[5]
  - 2006 - Stemming in Servië en Montenegro over afsplitsing van Montenegro van Servië. Uiteindelijk wordt er beslist dat de twee staten gesplitst worden.
  - 2016 - Onder luid gejuich van zo'n 40.000 aanhangers eist de Zuid-Afrikaanse politicus Julius Malema het aftreden van ANC-president Jacob Zuma, die hij beschuldigt van corruptie.
- Religie
  - 311 - Keizer Galerius vaardigt het Edict van Nicomedia uit. Het christendom als religio licita (toegestane godsdienst) wordt in het Romeinse Rijk grotendeels erkend.
- Sport
  - 1855 - In Sheffield wordt het stadion Bramall Lane officieel geopend met een cricketwedstrijd.
  - 1905 - Het Nederlands voetbalelftal speelt zijn eerste officiële interland. België was de tegenstander. Na negentig minuten was de stand 1-1; Nederland won uiteindelijk met 4-1.
  - 1917 - Oprichting van de Uruguayaanse voetbalclub Club Atlético Progreso.
  - 1922 - Oprichting van de Poolse voetbalclub Dyskobolia Grodzisk Wielkopolski.
  - 1966 - Jean Stablinski uit Frankrijk wint de allereerste editie van Nederlands enige wielerklassieker, de Amstel Gold Race.
  - 1975 - Het Nederlands voetbalelftal verliest in Antwerpen met 1-0 van België in een vriendschappelijke wedstrijd. Raoul Lambert maakt in de 78ste minuut het enige doelpunt. Oranje telt drie debutanten: Kees Kist, Frans Thijssen en Adrie van Kraaij.
  - 1992 - Eén speelronde voor het einde van de reguliere competitie stelt Haagsche Delftsche Mixed de landstitel in de Nederlandse hockeyhoofdklasse veilig door Kampong in Den Haag met 2-0 te verslaan.
  - 1993 - In Hamburg wordt Monica Seles tijdens de kwartfinale door Günther Parche, een 38-jarige Duitser die fan was van Steffi Graf in haar schouder gestoken.[6]
  - 2007 - De in Burundi geboren aanvaller Mohamed Tchité van RSC Anderlecht wint voor de eerste keer de Ebbenhouten Schoen als beste voetballer van Afrikaanse afkomst in de Belgische Jupiler Pro League.
  - 2012 - De Russische voetbalbond bevestigt dat Dick Advocaat na het EK voetbal 2012 stopt als bondscoach van de nationale ploeg.
  - 2017 - Vitesse wint de KNVB Beker door een zege in de finale op AZ. Het is de eerste prijs die de club wint in hun 125-jarig bestaan.
  - 2023 - PSV wint de KNVB Beker. Na verlenging en strafschoppen werd Ajax verslagen.[7]
- Wetenschap en technologie
  - 1897 - Joseph John Thomson maakt de ontdekking van het elektron bekend.
  - 2015 - Het ruimtevaartuig MESSENGER wordt opzettelijk in botsing gebracht met het oppervlak van de planeet Mercurius waarmee een einde komt aan de missie van het eerste ruimtevaartuig in een baan om de planeet. MESSENGER heeft gedurende 4 jaar het oppervlak van Mercurius ongekend gedetailleerd in kaart gebracht.[8]
  - 2024 - Landing van een onbemand Dragon ruimtevaartuig voor de kust van Florida, met aan boord ruim 1800 kg spullen die afkomstig zijn van het ISS. Bevoorradingsmissie Dragon CRS-2 SpX-30 is hiermee ten einde.[9]

## Geboren

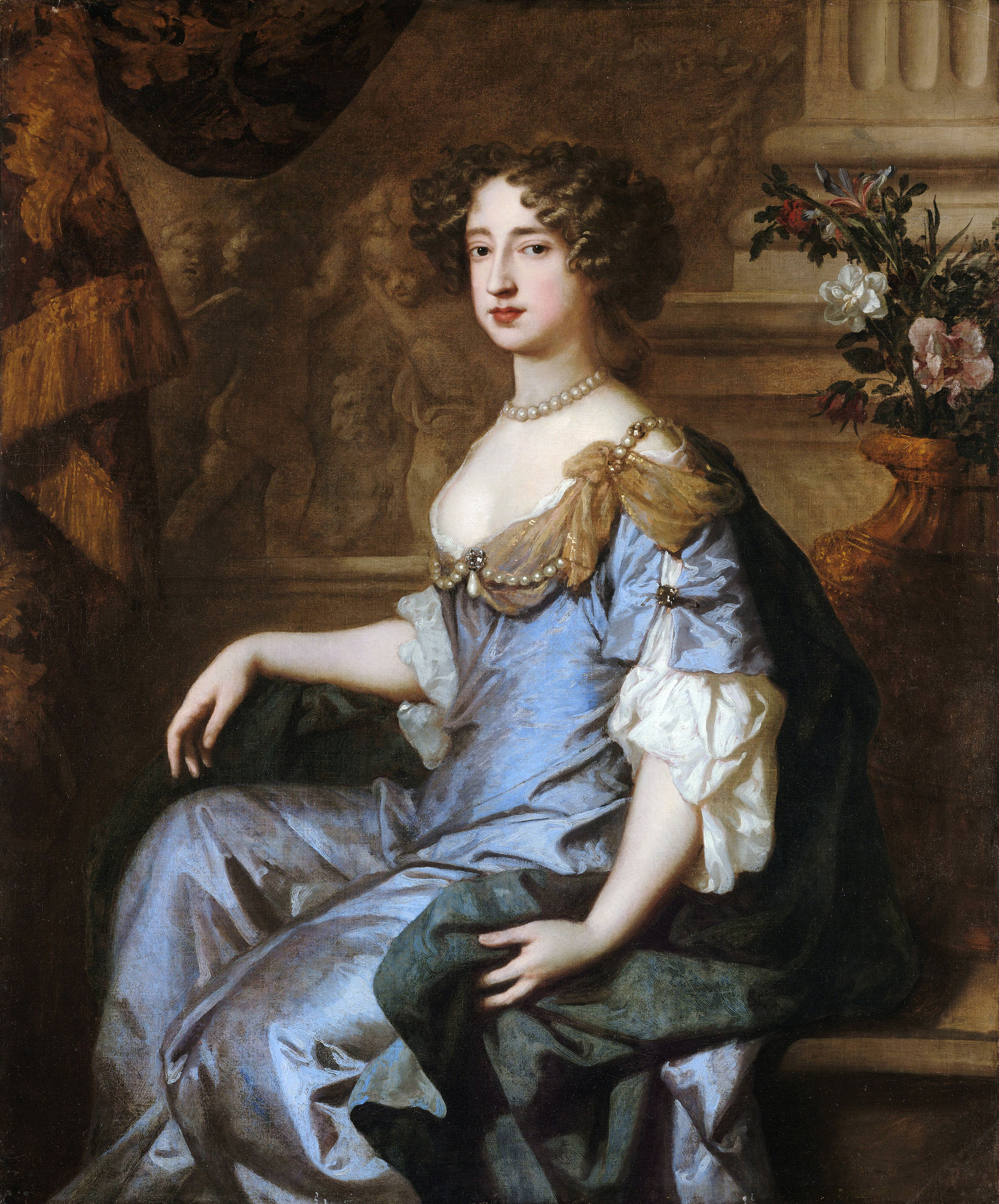
Maria Stuart
geboren in 1662

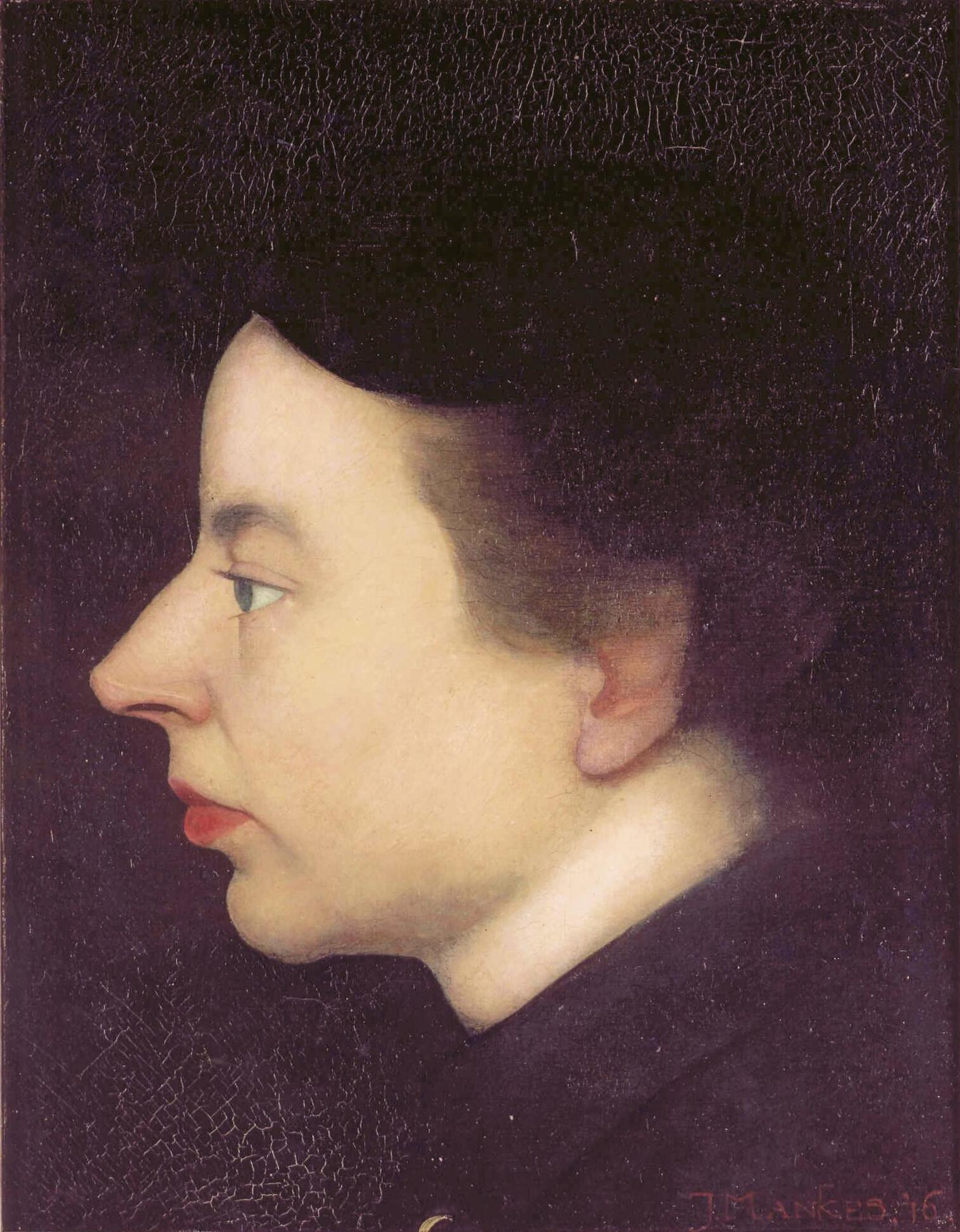
Anne Zernike
geboren in 1887

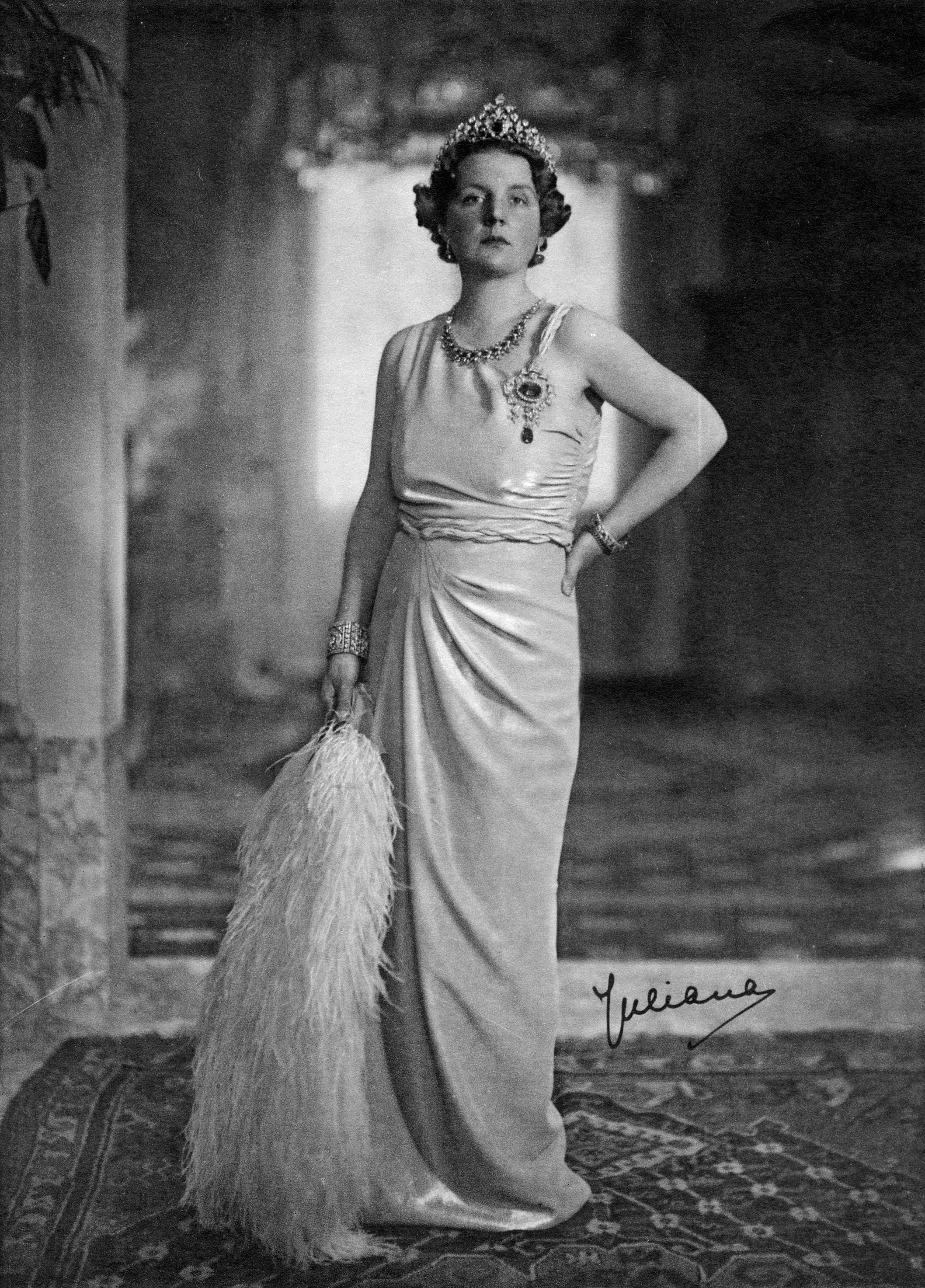
Koningin Juliana
geboren in 1909

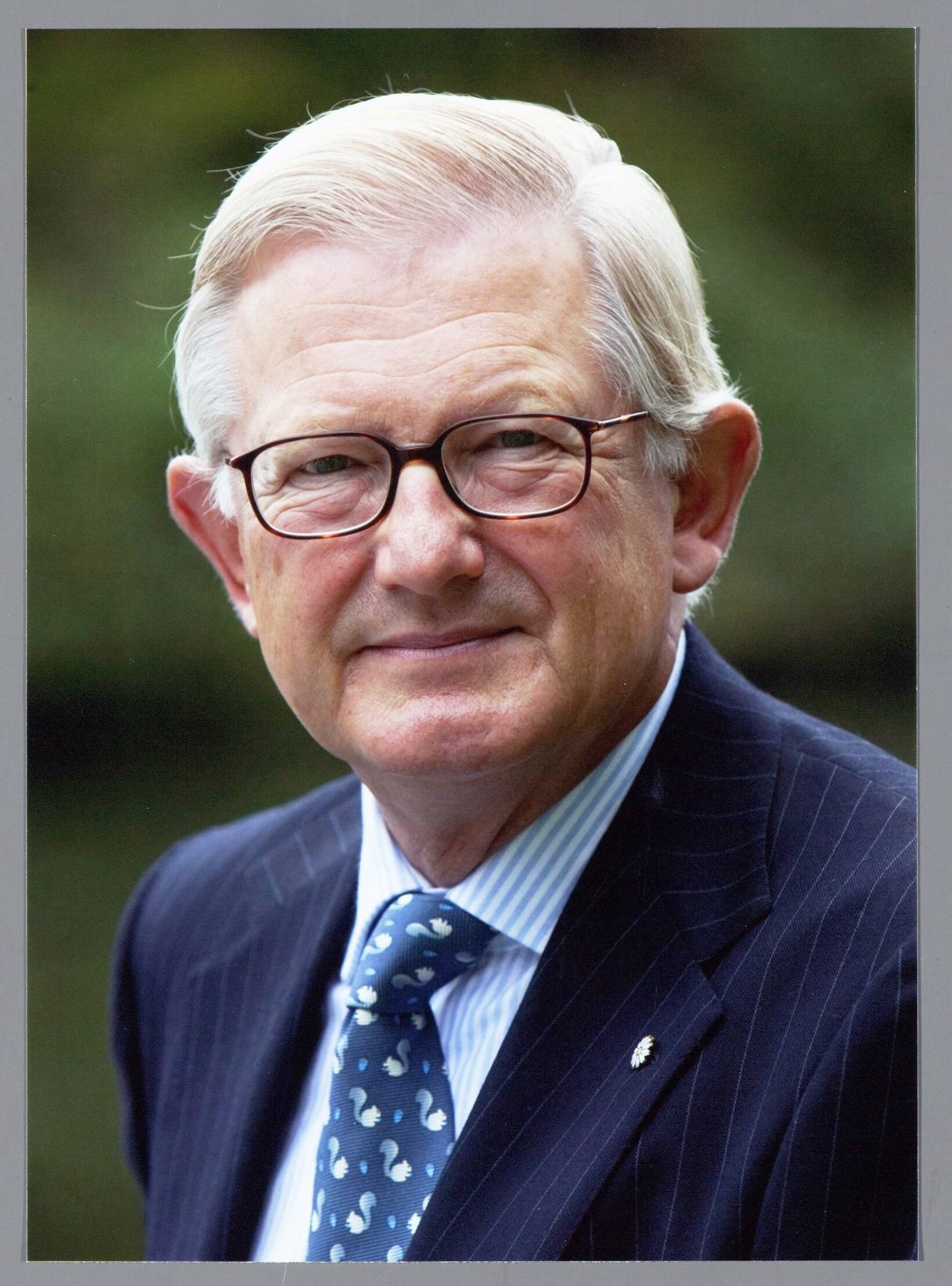
Pieter van Vollenhoven
geboren in 1939

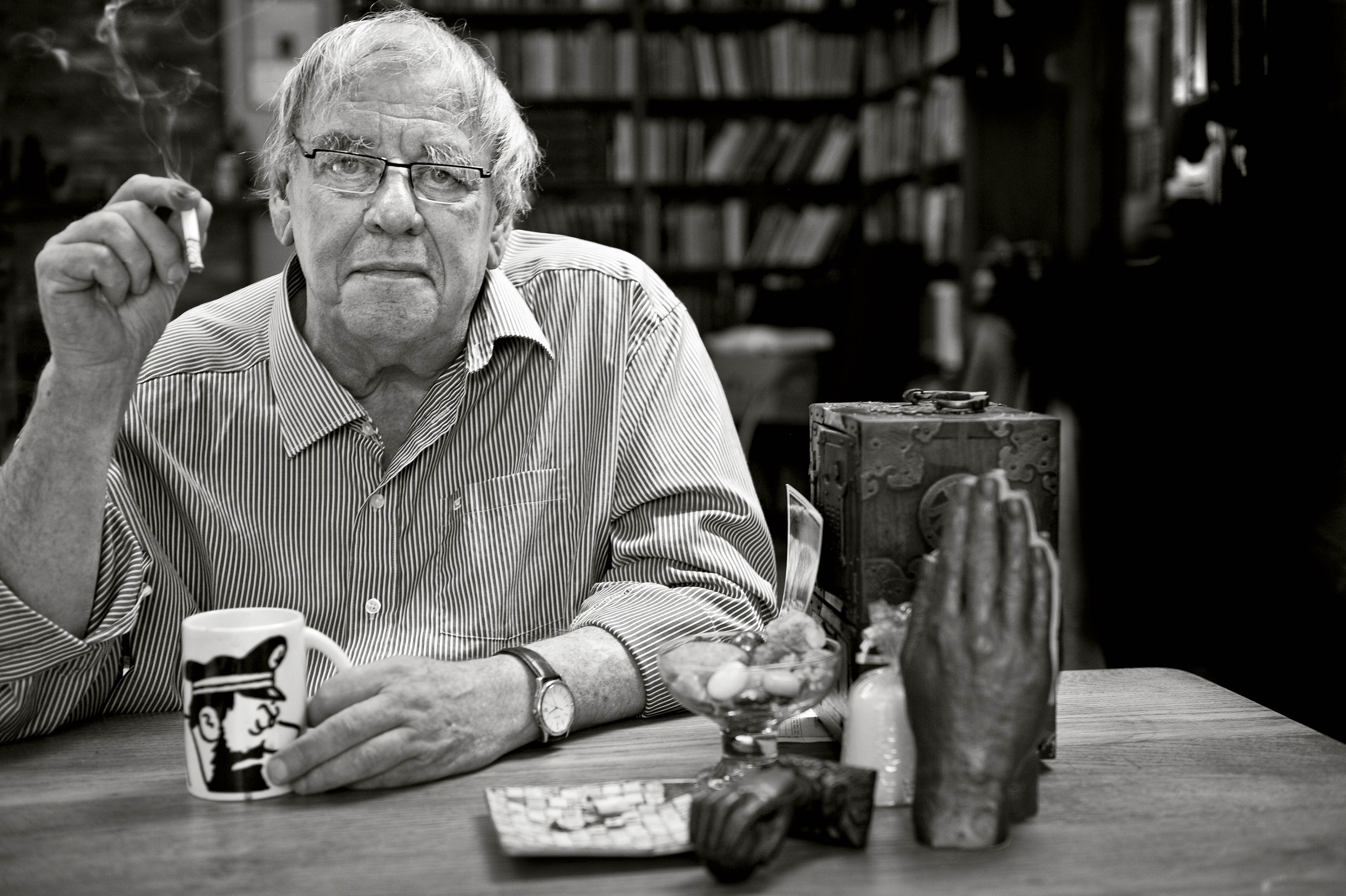
Jeroen Brouwers
geboren in 1940

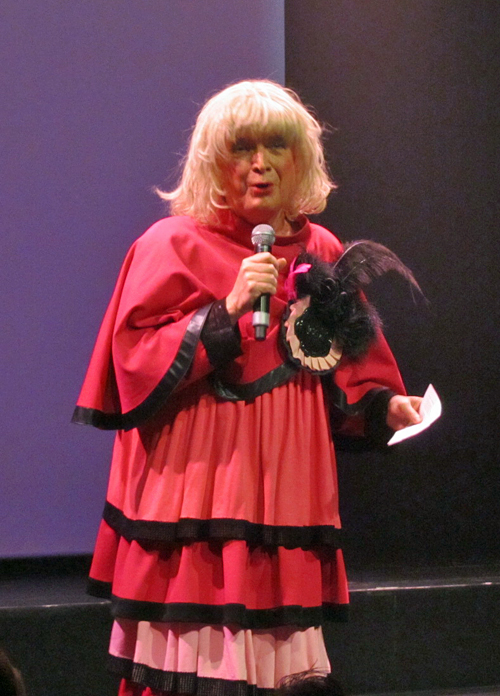
Margreet Dolman een alter ego van Paul Haenen
geboren in 1946

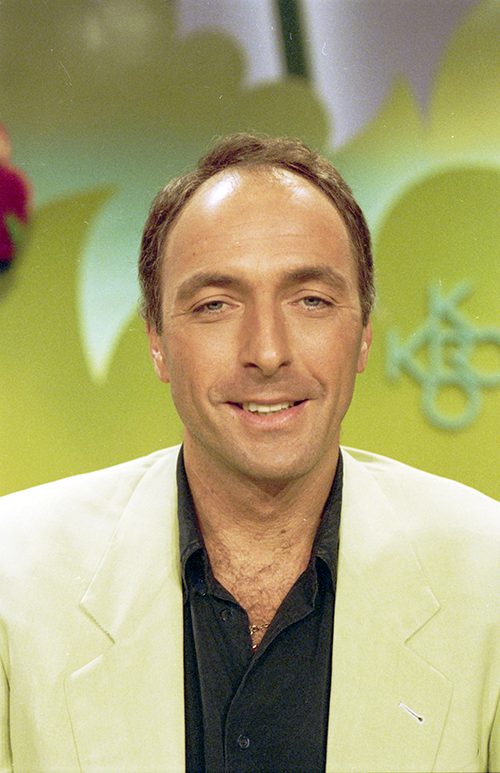
Alfred van den Heuvel
geboren in 1953

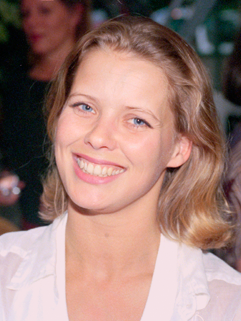
Babette van Veen
geboren in 1968

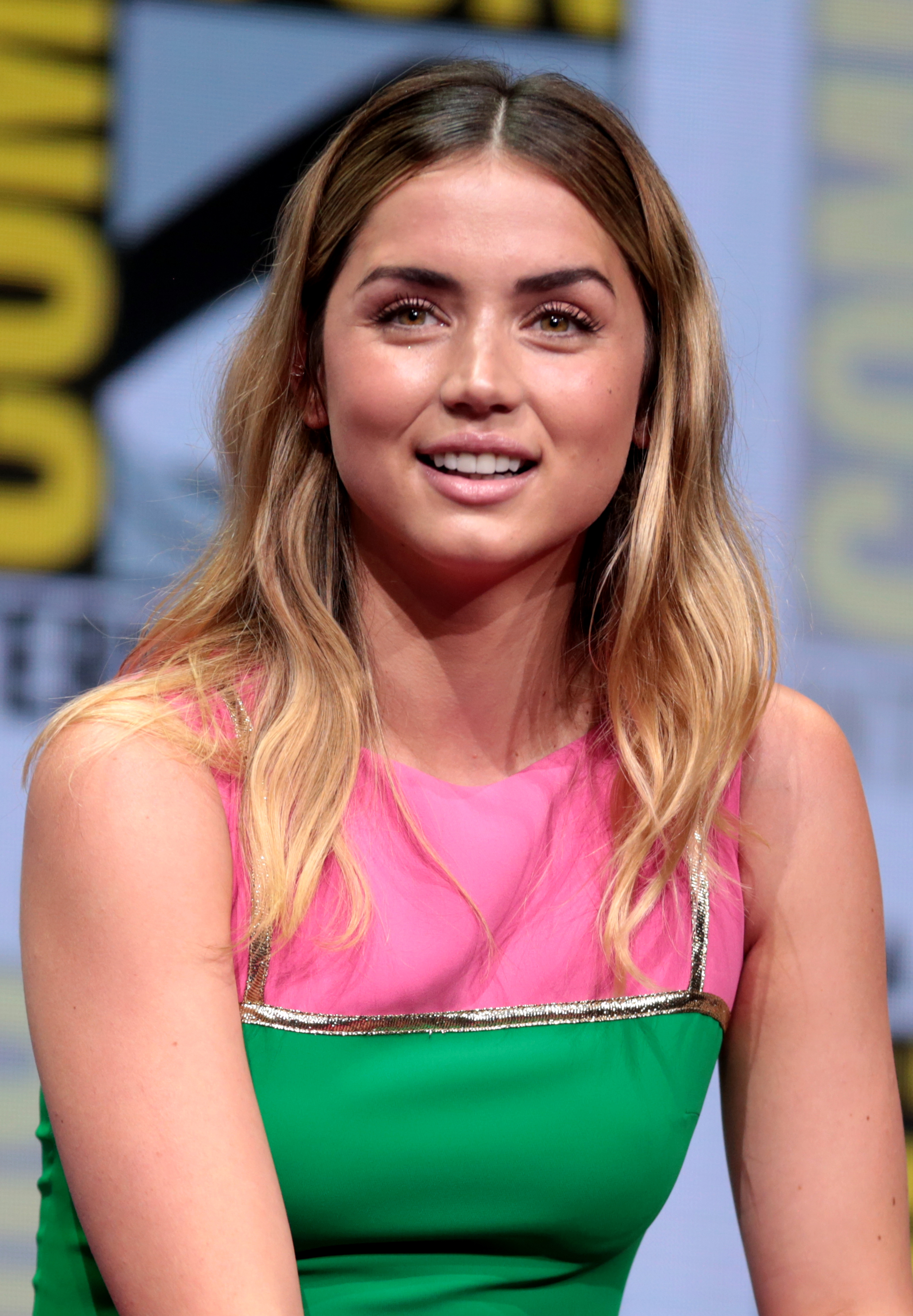
Ana de Armas
geboren in 1988

- 1504 - Francesco Primaticcio, Italiaans schilder (overleden 1570)
- 1603 - Maerten van den Velde, Nederlands priester en martelaar (overleden 1639)
- 1651 - Johannes Baptist de la Salle, Frans rooms-katholieke en heilig verklaarde geestelijke (overleden 1719)
- 1662 - Maria Stuart, echtgenote van Willem III en koningin van Engeland (overleden 1694)
- 1777 - Carl Gauss, Duits wiskundige (overleden 1855)
- 1812 - Kaspar Hauser, Duits vondeling van onduidelijke afkomst (overleden 1833)
- 1827 - Snowshoe Thompson, Noors-Amerikaans postbode-te-ski (overleden 1876)
- 1848 - Eugène Simon, Frans arachnoloog (overleden 1924)
- 1870 - Franz Lehár, Oostenrijks-Hongaars componist en dirigent (overleden 1948)
- 1874 - Cyriel Verschaeve, Belgisch Vlaams-nationalistisch priester en collaborateur (overleden 1949)
- 1877 - Alice B. Toklas, Amerikaans avant-garde kunstenares (overleden 1967)
- 1883 - Jaroslav Hašek, Tsjechisch schrijver (overleden 1923)
- 1886 - Jose Maria Veloso, Filipijns politicus (overleden 1969).
- 1887 - Alfonso Calzolari, Italiaans wielrenner (overleden 1983)
- 1887 - Anne Zernike, Nederlands predikante (overleden 1972)
- 1893 - Gyula Breyer, Hongaars schaker (overleden 1921)
- 1893 - Joachim von Ribbentrop, Duits nationaalsocialistisch diplomaat en politicus (overleden 1946)
- 1894 - Annie van Velzen, Nederlandse inspectrice bij de Kinderpolitie en verzetsvrouw (overleden 1967)
- 1897 - Johann Rattenhuber, Duits politieagent en SS-generaal (overleden 1957)
- 1899 - Jannetje Visser-Roosendaal, Nederlands schrijfster (overleden 1990)
- 1901 - György Orth, Hongaars voetballer en voetbaltrainer (overleden 1962)
- 1903 - Günter Raphael, Duits componist (overleden 1960)
- 1908 - Aat van Noort, Nederlands atlete (overleden 1998)
- 1909 - Juliana, koningin van Nederland (1948-1980) (overleden 2004)
- 1910 - Herbert Adamski, Duits roeier (overleden 1941)
- 1910 - Kurt Kuhnke, Duits autocoureur (overleden 1969)
- 1916 - Claude Shannon, Amerikaans wiskundige en elektrotechnicus (overleden 2001)
- 1917 - Bea Wain, Amerikaans bigband-zangeres / diskjockey (overleden 2017)
- 1917 - Mervyn Wood, Australisch roeier (overleden 2006)
- 1920 - Diet Eman, Nederlands verzetsstrijdster (overleden 2019)
- 1920 - Duncan Hamilton, Brits autocoureur (overleden 1994)
- 1920 - Tom Moore, Brits militair en fondsenwerver (overleden 2021)
- 1923 - Hans Jürgen Diedrich, Duits acteur (overleden 2012)
- 1923 - Al Lewis, Amerikaans acteur (overleden 2006)
- 1926 - Hypoliet van den Bosch, Belgisch voetballer (overleden 2011)
- 1926 - Edmund Cooper, Engels schrijver en dichter (overleden 1982)
- 1926 - Cloris Leachman, Amerikaans actrice (overleden 2021)
- 1929 - Beverly LaHaye, Amerikaans schrijfster en activiste (overleden 2024)
- 1929 - Klausjürgen Wussow, Duits acteur (overleden 2007)
- 1930 - Kitty Janssen, Nederlands actrice (overleden 2012)
- 1930 - Giga Norakidze, Georgisch voetballer en voetbalcoach (overleden 1995)
- 1930 - Job de Ruiter, Nederlands jurist en politicus (overleden 2015)
- 1931 - Adriana Asti, Italiaans actrice (overleden 2025)
- 1932 - Otto Duintjer, Nederlands filosoof (overleden 2020)
- 1932 - E. Duke Vincent, Amerikaans televisieproducent (overleden 2024)
- 1935 - Hielke Faber, Nederlands organist
- 1938 - Gary Collins, Amerikaans acteur en tv-presentator (overleden 2012)
- 1939 - Martin Lodewijk, Nederlands striptekenaar
- 1939 - Pieter van Vollenhoven, echtgenoot van prinses Margriet
- 1940 - Jeroen Brouwers, Nederlands schrijver (overleden 2022)
- 1940 - Ermindo Onega, Argentijns voetballer (overleden 1979)
- 1940 - Godelieve Roggeman, Belgisch atlete
- 1940 - Burt Young, Amerikaans acteur (overleden 2023)
- 1943 - Frederick Chiluba, Zambiaans vakbondsleider en president (overleden 2011)
- 1943 - Bobby Vee, Amerikaans zanger (overleden 2016)
- 1944 - Paddy Chambers, Brits zanger, gitarist en songwriter (overleden 2000)
- 1944 - Henk Overgoor, Nederlands voetballer (overleden 2020)
- 1944 - Bernard Rossignol, Belgisch atleet
- 1945 - Robert McHenry, Amerikaans wetenschapper en criticus van Wikipedia
- 1946 - Paul Haenen, Nederlands cabaretier en presentator
- 1946 - Sven Nordqvist, Zweeds schrijver en illustrator van kinderboeken
- 1946 - Karel XVI Gustaaf, koning van Zweden
- 1946 - Don Schollander, Amerikaans zwemmer
- 1946 - André Vandewalle, Belgisch historicus en archivaris (overleden 2021)
- 1947 - Abdul Wadud, Amerikaans jazzcellist (overleden 2022)
- 1947 - Valentina Zakoretska, Sovjet-Oekraïens parachutiste (overleden 2010)
- 1948 - Wayne Kramer, Amerikaans muzikant (overleden 2024)
- 1949 - António Guterres, Portugees politicus; secretaris-generaal van de Verenigde Naties
- 1950 - Mohamed el-Fers, Nederlands publicist, musicus en filmmaker (overleden 2024)
- 1951 - Jack Middelburg, Nederlands motorcoureur (overleden 1984)
- 1953 - Alfred van den Heuvel, Nederlands acteur
- 1954 - Jane Campion, Nieuw-Zeelands regisseur
- 1954 - Alonso Cueto, Peruviaans schrijver en hoogleraar
- 1954 - Gerard Daly, Iers voetballer
- 1956 - Jef De Smedt, Belgisch acteur
- 1956 - Lorg, Belgisch striptekenaar (overleden 2022)
- 1956 - Barbara Seranella, Amerikaans schrijfster (overleden 2007)
- 1956 - Lars von Trier, Deens regisseur
- 1957 - Wonder Mike, Amerikaans rapper
- 1959 - Alessandro Barbero, Italiaans historicus en schrijver
- 1959 - Stephen Harper, Canadees politicus; premier 2006-2015
- 1959 - David Paniagua, Boliviaans voetballer
- 1959 - Rob Winter, Nederlands gitarist
- 1960 - Gerard Leever, Nederlands striptekenaar
- 1961 - Arnór Guðjohnsen, IJslands voetballer
- 1961 - Alain Sars, Frans voetbalscheidsrechter
- 1961 - Thomas Schaaf, Duits voetballer en voetbalcoach
- 1961 - Isiah Thomas, Amerikaans basketballer
- 1961 - Franky Van der Elst, Belgisch voetballer
- 1961 - Eric Van Lancker, Belgisch wielrenner
- 1962 - Roland Marloye, Belgisch atleet
- 1962 - Tarcisio Serena, Italiaans voetbalscheidsrechter
- 1962 - Jop de Vries, Nederlands acteur
- 1963 - Albert van der Sleen, Nederlands voetballer
- 1963 - Jose Zubiri III, Filipijns politicus
- 1964 - Lorenzo Staelens, Belgisch voetballer
- 1967 - Zoja Golubeva, Wit-Russisch damster
- 1967 - Turbo B, Amerikaans rapper (Snap!)
- 1967 - Anne-Wil Duthler, Nederlands politica
- 1968 - Mari Carmen Oudendijk, Nederlands televisiepresentatrice
- 1968 - Babette van Veen, Nederlands actrice en zangeres
- 1969 - Hubert Haupt, Duits autocoureur
- 1971 - Raymi Sambo, Curaçaos-Nederlands acteur, presentator en zanger
- 1973 - Michael Blaudzun, Deens wielrenner
- 1973 - Malang Diedhiou, Senegalees voetbalscheidsrechter
- 1974 - Christian Tamminga, Nederlands atleet
- 1975 - David Moncoutié, Frans wielrenner
- 1975 - Kori Kelley Seehafer, Amerikaans wielrenster
- 1976 - Davian Clarke, Jamaicaans atleet
- 1978 - Kristina Bozilovic, Servisch-Nederlands televisiepresentatrice
- 1979 - Kip Carpenter, Amerikaans schaatser
- 1979 - Ronald Graafland, Nederlands voetbaldoelman
- 1979 - Gerardo Torrado, Mexicaans voetballer
- 1980 - Moukheld Al-Outaibi, Saoedi-Arabisch atleet
- 1980 - Edwin de Graaf, Nederlands voetballer
- 1980 - Jeroen Verhoeven, Nederlands voetbaldoelman
- 1981 - John O'Shea, Iers voetballer
- 1981 - Kristin Størmer Steira, Noors langlaufster
- 1981 - Giorgio Tuinfort, Surinaams-Nederlands componist, producer en pianist
- 1982 - Kirsten Dunst, Amerikaans actrice
- 1983 - Tatjana Hüfner, Duits rodelaarster
- 1983 - Olivier Kaisen, Belgisch wielrenner
- 1983 - Jevgeni Korotysjkin, Russisch zwemmer
- 1984 - Seimone Augustus, Amerikaans basketbalster
- 1984 - Shawn Daivari, Amerikaans worstelaar
- 1984 - Jevgeni Vinogradov, Oekraïens atleet
- 1985 - Elena Fanchini, Italiaans alpineskiester (overleden 2023)
- 1985 - Gal Gadot, Israëlisch fotomodel en actrice
- 1985 - Michael Mørkøv, Deens wielrenner
- 1985 - Suzanne Peters, Nederlands schrijfster
- 1986 - Dianna Agron, Amerikaans actrice
- 1986 - Charles Van Hees, Belgisch atleet
- 1987 - Marta Bastianelli, Italiaans wielrenster
- 1987 - Rens Kroes, Nederlands schrijfster, blogger
- 1987 - Kazuya Oshima, Japans autocoureur
- 1988 - Ana de Armas, Cubaans actrice
- 1988 - Sander Baart, Nederlands hockeyer
- 1988 - Sergio Canamasas, Spaans autocoureur
- 1988 - Sarah Hoolt, Duits schaakster
- 1990 - Mac DeMarco, Canadees songwriter
- 1990 - Michael Schulte, Duits zanger
- 1991 - Mick Dierdorff, Amerikaans snowboarder
- 1991 - Connor Jaeger, Amerikaans zwemmer
- 1991 - Edward Theuns, Belgisch wielrenner
- 1991 - Victor Pálsson, IJslands-Portugees voetballer
- 1991 - Travis Scott, Amerikaans rapper
- 1992 - Chad Boat, Amerikaans autocoureur
- 1992 - Laura Grasemann, Duits freestyleskiester
- 1992 - Koen Metsemakers, Nederlands roeier
- 1992 - Marc-André ter Stegen, Duits voetballer
- 1993 - Hendrik Van Crombrugge, Belgisch voetballer
- 1993 - Dion Dreesens, Nederlands zwemmer
- 1993 - Arnór Ingvi Traustason, IJslands voetballer
- 1995 - Aleksej Tsjervotkin, Russisch langlaufster
- 1996 - Florian Alt, Duits motorcoureur
- 1996 - Felicitas Rauch, Duits voetbalster
- 1997 - Sam Lammers, Nederlands voetballer
- 1997 - Xavi Vierge, Spaans motorcoureur
- 1999 - Jorden van Foreest, Nederlands schaker
- 2000 - Dean James, Nederlands voetballer
- 2001 - Nathan Collins, Iers voetballer
- 2001 - Djevencio van der Kust, Nederlands-Surinaams voetballer
- 2001 - Elayis Tavşan, Nederlands-Turks voetballer
- 2001 - Elien Vekemans, Belgisch atlete
- 2004 - Jaïr Faria, Nederlands singer-songwriter

## Overleden

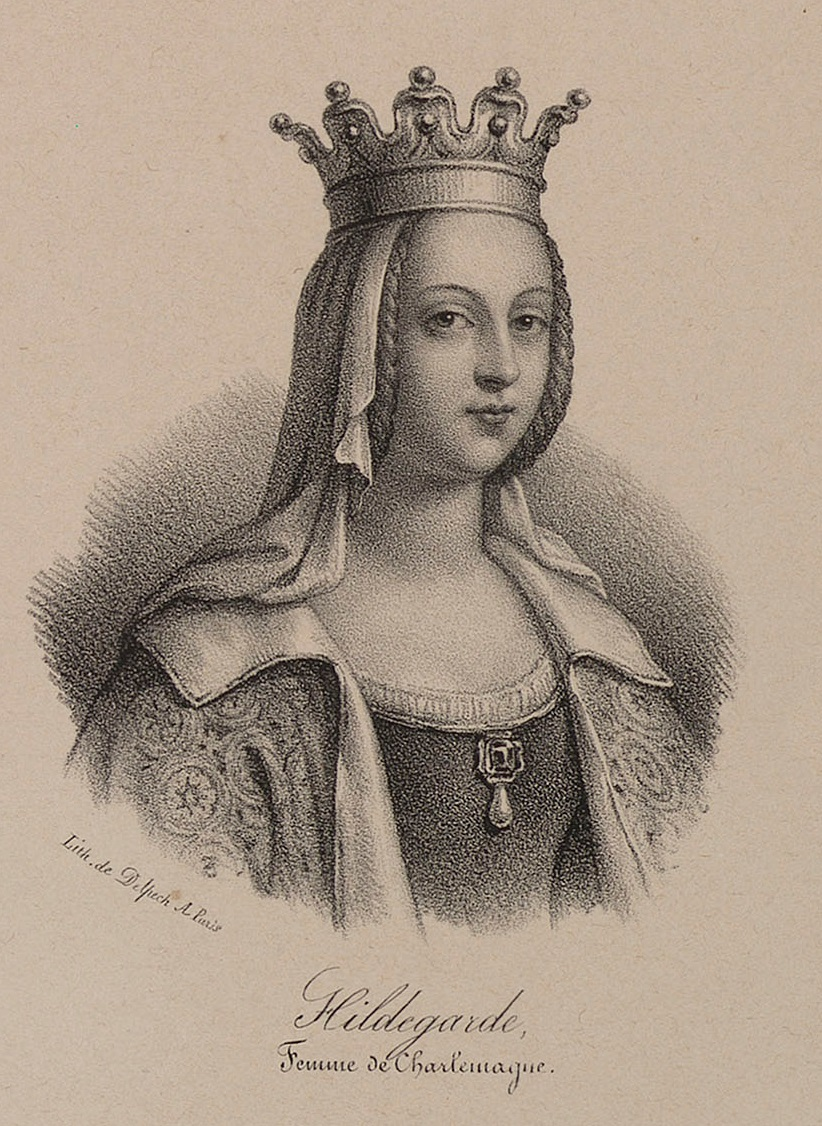
Hildegard van Vinzgau
overleden in 783

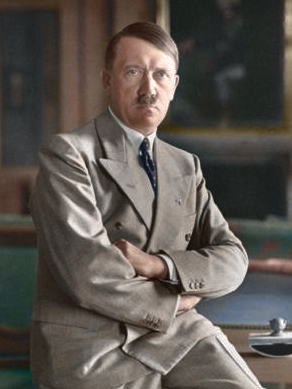
Adolf Hitler
overleden in 1945

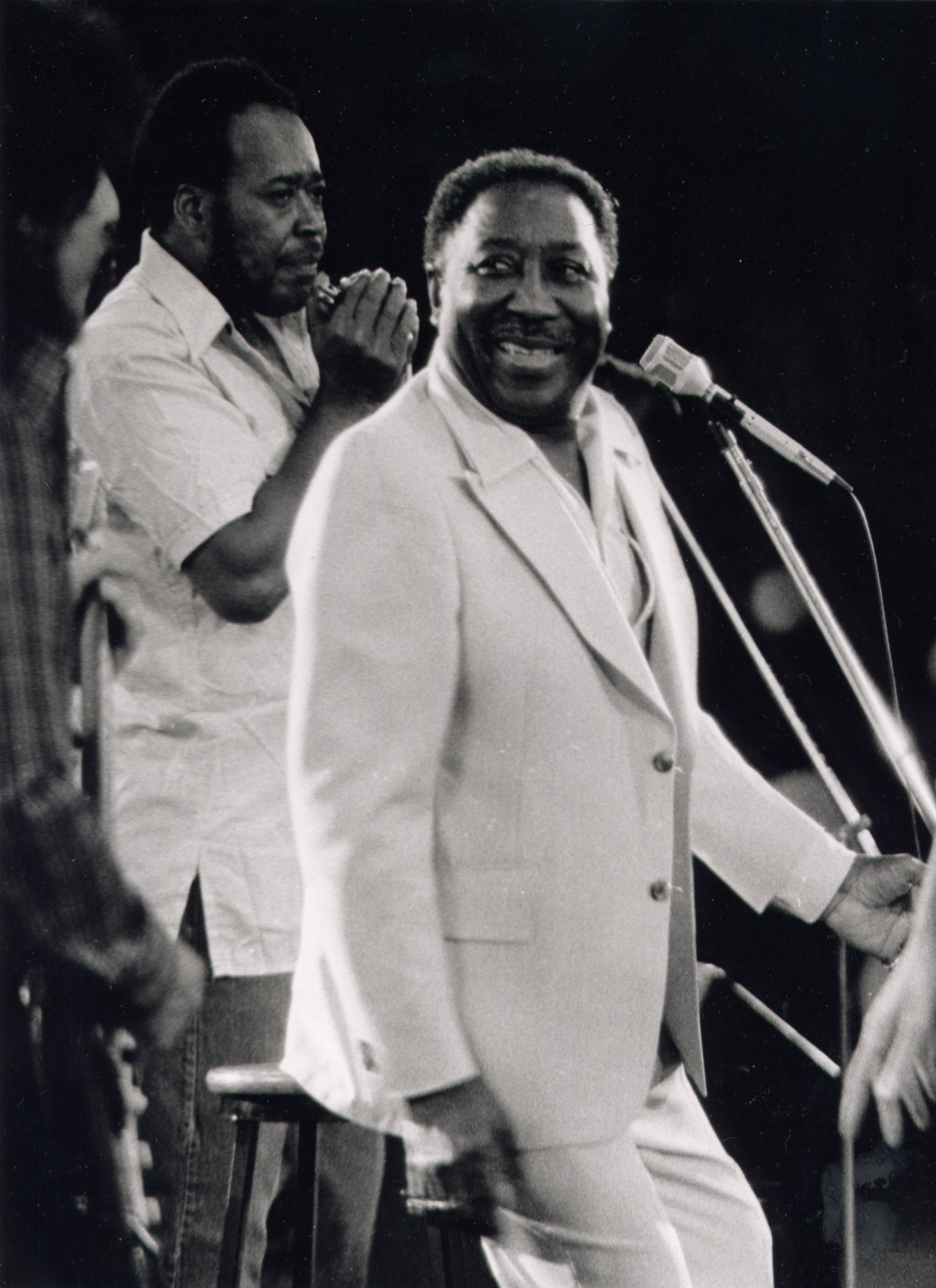
Muddy Waters
overleden in 1983

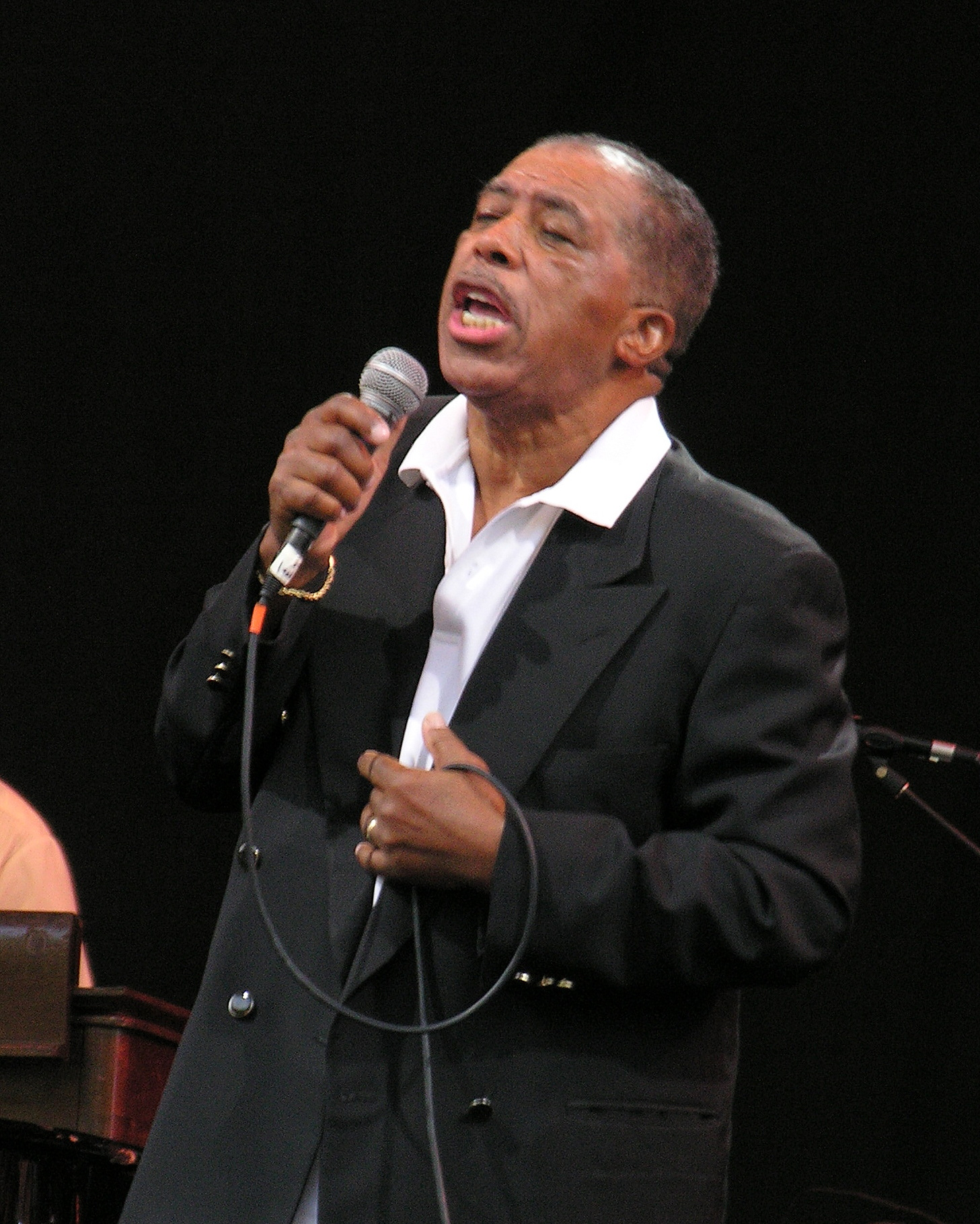
Ben E. King
overleden in 2015

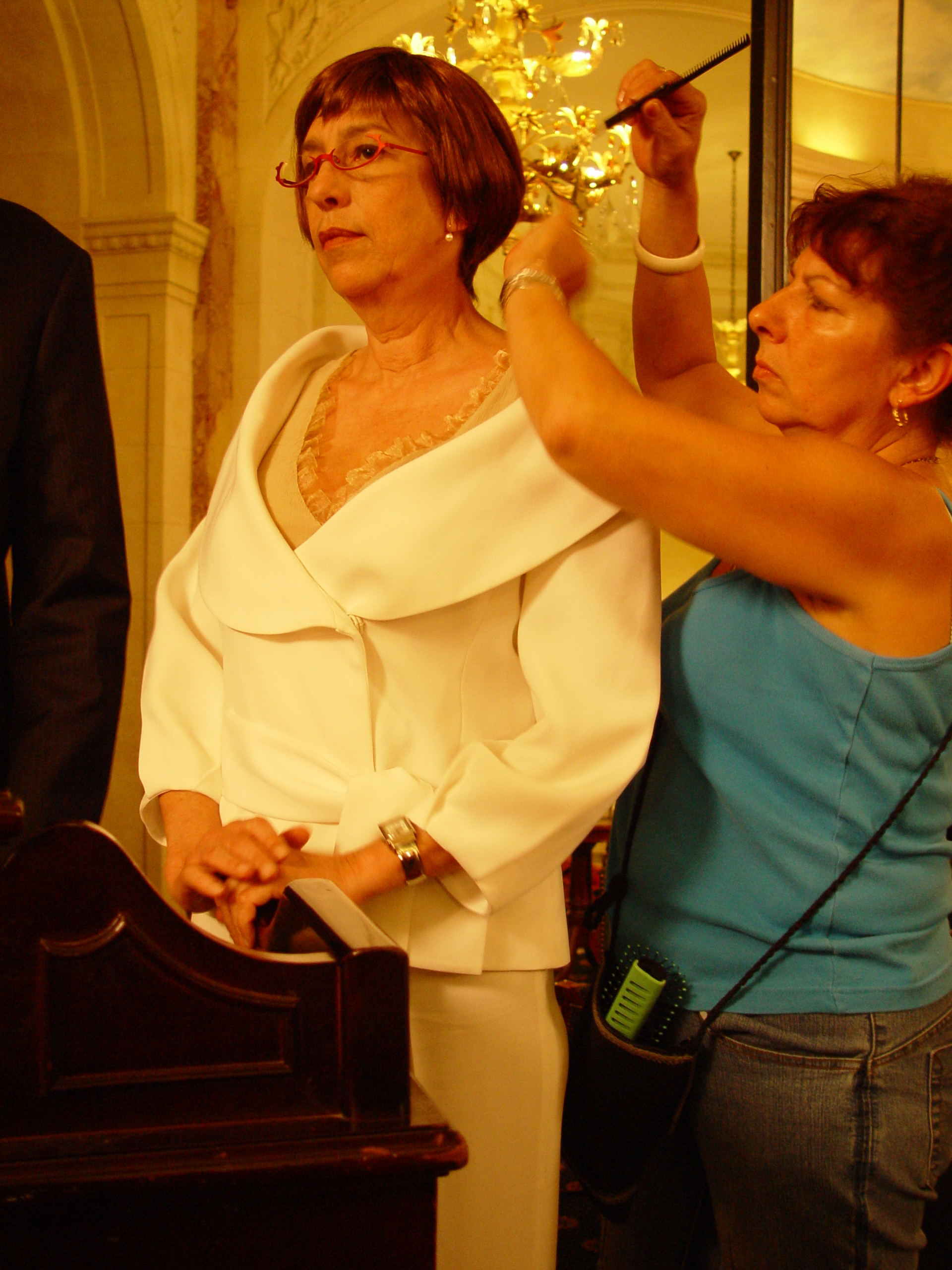
Anémone (l)
overleden in 2019

- 65 - Marcus Annaeus Lucanus (25), Romeins episch dichter
- 783 - Hildegard (25), echtgenote van Karel de Grote
- 1442 - Hendrik VII van Waldeck-Waldeck, Duits graaf
- 1632 - Sigismund III van Polen (65), koning van Polen en Zweden
- 1831 - Collet Barker (46), Britse militaire officier en ontdekkingsreiziger
- 1847 - Karel van Oostenrijk-Teschen (75), landvoogd van de Oostenrijkse Nederlanden
- 1865 - Robert FitzRoy (59), Brits marine-officier
- 1876 - Antoine-Jérôme Balard (73), Frans scheikundige
- 1883 - Édouard Manet (51), Frans schilder
- 1895 - Gustav Freytag (78), Duits schrijver en journalist
- 1913 - Daniël Jacobus Erasmus (83), staatspresident van de Zuid-Afrikaansche Republiek
- 1922 - Francisco Makabulos (50), Filipijns onafhankelijkheidsstrijder
- 1933 - Luis Miguel Sánchez Cerro (43), voormalig president van Peru
- 1943 - Eddy Hamel (40), Amerikaans-Nederlands voetballer
- 1943 - Otto Jespersen (82), Deens taalkundige
- 1945 - Eva Braun (33), Duits echtgenote van Adolf Hitler
- 1945 - Adolf Hitler (56), Duits politicus en dictator
- 1945 - August Kop (40), Nederlands hockeyer
- 1959 - Armand Marsick (81), Belgisch componist, violist en dirigent
- 1962 - Axel Nordlander (82), Zweeds ruiter
- 1969 - Henry Nuttall (71), Engels voetballer
- 1970 - Jacques Presser (71), Nederlands historicus, schrijver en dichter
- 1971 - Albin Stenroos (82), Fins atleet
- 1972 - Selli Engler (72), Duits activiste en schrijfster
- 1980 - Léon-Eli Troclet (77), Belgisch politicus en minister
- 1983 - Muddy Waters (70), Amerikaans blueszanger
- 1989 - Sergio Leone (60), Italiaans regisseur
- 1990 - H.J. van Nijnatten-Doffegnies (92), Nederlands schrijfster
- 1994 - Roland Ratzenberger (33), Oostenrijks coureur
- 1996 - Juan Hohberg (69), Uruguayaans voetballer en trainer
- 2000 - Leon Vandaele (67), Belgisch wielrenner
- 2001 - Andreas Kupfer (86), Duits voetballer
- 2002 - Robert Mosley (75), Amerikaans operazanger
- 2004 - Caspar Pound (33) Brits danceproducer
- 2005 - Wim Esajas (70), Surinaams atleet
- 2006 - Ben Blaisse (94), Nederlands schaatser
- 2006 - Jean-François Revel (82), Frans filosoof, schrijver en journalist
- 2006 - Corinne Rey-Bellet (33), Zwitsers skiester en misdaadslachtoffer
- 2006 - Paul Spiegel (68), Duits journalist, ondernemer en verenigingsvoorzitter
- 2006 - Pramoedya Ananta Toer (81), Indonesisch schrijver
- 2007 - Grégory Lemarchal (23), Frans zanger
- 2007 - Tom Poston (85), Amerikaans acteur, komiek en presentator
- 2007 - Gordon Scott (80), Amerikaans acteur
- 2007 - Arsène Vaillant (84), Belgisch voetballer en sportjournalist
- 2007 - André Valardy (68), Belgisch acteur, komiek en filmregisseur
- 2008 - Juancho Evertsz (85), premier Nederlandse Antillen
- 2008 - Marga Neirynck (64), Belgisch dramaturge en hoorspelactrice
- 2009 - Henk Nijdam (73), Nederlands wielrenner
- 2011 - Saif al-Arab al-Qadhafi (29), zoon van Moammar al-Qadhafi
- 2011 - Ernesto Sábato (99), Argentijns schrijver
- 2011 - Eddie Turnbull (88), Schots voetballer
- 2012 - Alexander Dale Oen (26), Noors zwemmer
- 2013 - Roberto Chabet (76), Filipijns kunstenaar
- 2013 - Jolico Cuadra (73), Filipijns dichter en kunstcriticus
- 2013 - Andrew J. Offutt (78), Amerikaans sciencefictionschrijver
- 2014 - Joop Reynolds (86), Nederlands componist en pianist
- 2015 - Ben E. King (76), Amerikaans zanger
- 2015 - Gregory Mertens (24), Belgisch voetballer
- 2015 - Patachou (96), Frans zangeres en actrice
- 2017 - Preston Henn (86), Amerikaans ondernemer en autocoureur
- 2017 - Ueli Steck (40), Zwitsers bergbeklimmer
- 2018 - Geneviève Claisse (82), Frans kunstenares
- 2019 - Anémone (68), Frans actrice
- 2019 - Peter Mayhew (74), Brits acteur
- 2019 - Luis Maldonado Venegas (62), Mexicaans politicus
- 2020 - Tony Allen (79), Nigeriaans drummer
- 2020 - Tom Hautekiet (50), Belgisch grafisch ontwerper
- 2020 - Rishi Kapoor (67), Indiaas acteur
- 2020 - Frederick Kroesen (97), Amerikaans generaal
- 2020 - Sam Lloyd (56), Amerikaans acteur
- 2020 - Florian Schneider (73), Duits muzikant
- 2021 - Anthony Payne (84), Brits componist en schrijver
- 2022 - Frans Cools (93), Belgisch ingenieur
- 2022 - Ray Fenwick (75), Brits rockzanger, -gitarist en -toetsenist
- 2022 - Ron Galella (91), Amerikaans fotograaf en paparazzo
- 2022 - Naomi Judd (76), Amerikaans countryzangeres
- 2022 - Meinard Kraak (87), Nederlands baritonzanger
- 2022 - Mino Raiola (54), Italiaans-Nederlands voetbalmakelaar
- 2023 - Ralph Boston (83), Amerikaans atleet
- 2023 - Anthony Doyle (64), Brits wielrenner
- 2023 - Lance Ten Broeck (67), Amerikaans golfspeler
- 2024 - Paul Auster (77), Amerikaans schrijver
- 2024 - Duane Eddy (86), Amerikaans gitarist
- 2025 - Ingrid Schäfer-Poels (48), Nederlands politiechef
- 2025 - Roger Stevens (70), Belgisch rechter en voorzitter Raad van State
- 2025 - Jules Wijdenbosch (83), Surinaams politicus en president (1996-2000)

## Viering/herdenking

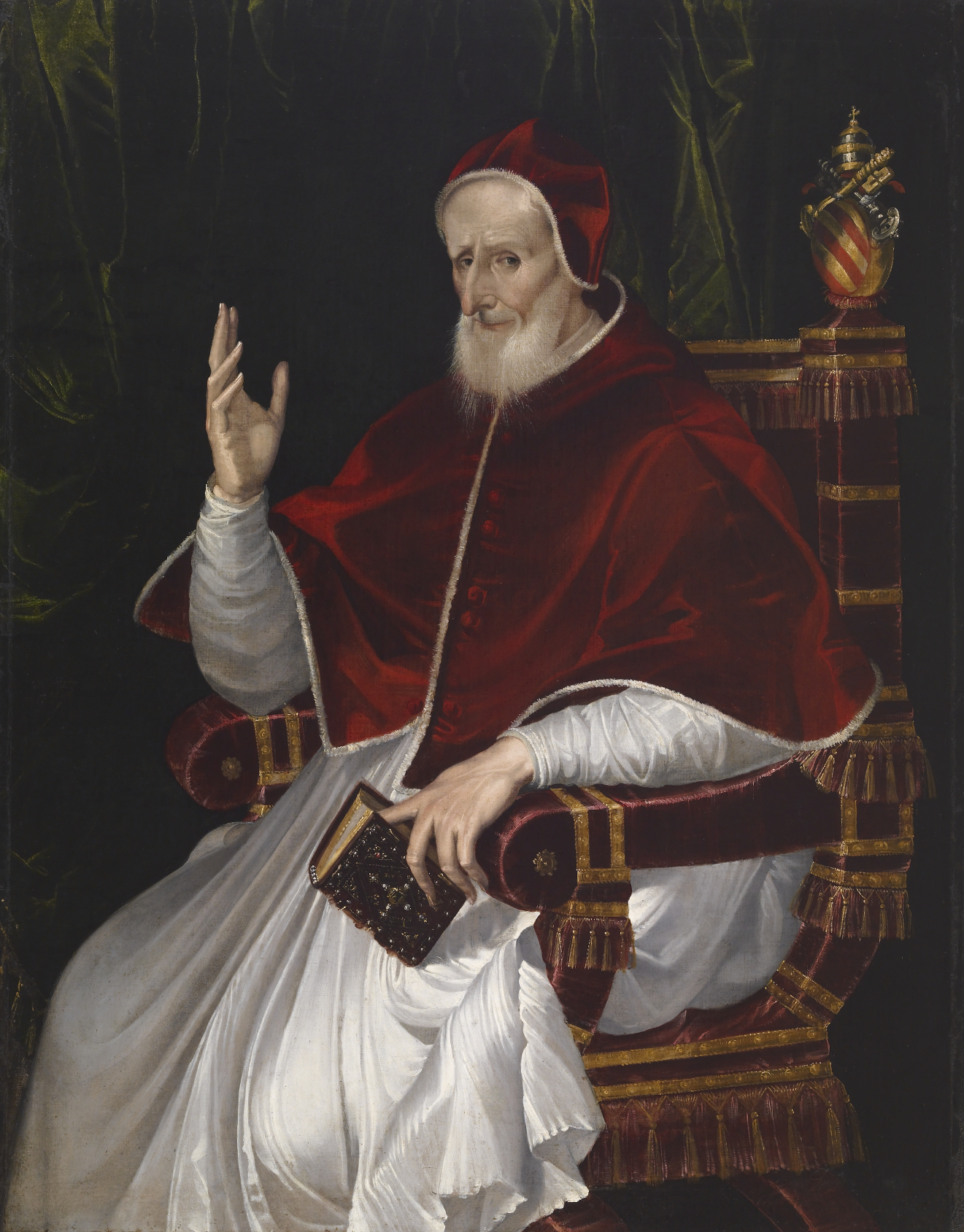
H. Paus Pius V

- Nederland - Koninginnedag, nationale viering van de verjaardag van de Nederlandse vorstinnen Juliana en Beatrix van 1949 t/m 2013.
- Vietnam - Ngày Thống nhất, herenigingsdag.
- Feestdag van het Frans Vreemdelingenlegioen.
- De nacht van 30 april op 1 mei staat ook bekend als Walpurgisnacht, het begin van de lente.
- In het Romeinse Rijk vinden de Floralia, het feest van de bloemengodin Flora, plaats. Ze duren van 28 april tot en met 3 mei.
- Meiboomplanting in Hasselt (sinds 1557).
- Rooms-Katholieke kalender:
  - Heilige Pius V († 1572) - Vrije Gedachtenis
  - Heilige Marie de l’Incarnation († 1672) - Vrije Gedachtenis
  - Heilige Quirillus (van Maastricht) († c. 520)
  - Heilige Eutropius van Saintes († c. 250)
  - Heilige Giuseppe Benedetto Cottolengo († 1842)
  - Heilige Forannan van Waulsort († c. 969) - Gedachtenis (in bisdom Namen)
  - Zalige Hildegard († 783)
  - Zalige Bernardus van Lippe († 1224)

## Weerextremen

### Nederland
| | Officiële records | Officiële records | Officiële records |      | Landelijke records | Landelijke records | Landelijke records          |
| Gebeurtenis | Jaar              | Extreem           | Locatie           | Jaar | Extreem            | Locatie            |                             |
| --- | ----------------- | ----------------- | ----------------- | ---- | ------------------ | ------------------ | --------------------------- |
| Laagste etmaalgemiddelde temperatuur (°C) | 1945              | 4,6               | De Bilt           |      | 1938               | 3,1                | Maastricht                  |
| Hoogste etmaalgemiddelde temperatuur (°C) | 1993              | 20,3              | De Bilt           |      | 1993               | 21,1               | IJmuiden                    |
| Laagste minimumtemperatuur (°C) | 1954              | −2,5              | De Bilt           |      | 1971               | −4,7               | Twenthe                     |
| Hoogste minimumtemperatuur (°C) | 1993              | 13,9              | De Bilt           |      | 1993               | 15,4               | Rotterdam Geulhaven         |
| Laagste maximumtemperatuur (°C) | 1929              | 7,7               | De Bilt           |      | 1929               | 5,9                | Vlissingen                  |
| Hoogste maximumtemperatuur (°C) | 1993              | 26,9              | De Bilt           |      | 1993               | 28,0               | Eindhoven                   |
| Hoogste uurgemiddelde windsnelheid (m/s) | 1928              | 12,3              | De Bilt           |      | 2018               | 20,0               | Huibertgat                  |
| Hoogste windstoot (m/s) | 1959              | 19,5              | De Bilt           |      | 2018               | 26,0               | Hoek van Holland            |
| Langste zonneschijnduur (uur) | 1999              | 13,8              | De Bilt           |      | 1999               | 14,0               | Hoek van Holland, Rotterdam |
| Langste neerslagduur (uur) | 1981              | 16,4              | De Bilt           |      | 1991               | 21,0               | Maastricht                  |
| Hoogste etmaalsom van de neerslag (mm) | 2018              | 27,2              | De Bilt           |      | 2018               | 36,1               | Hoek van Holland            |
| Laagste etmaalgemiddelde relatieve vochtigheid (%) | 2007              | 42                | De Bilt           |      | 2007               | 37                 | Westdorpe                   |
| Laagste uurwaarde luchtdruk op zeeniveau (hPa) | 1972              | 992,6             | De Bilt           |      | 1972               | 989,5              | De Kooy                     |
| Hoogste uurwaarde luchtdruk op zeeniveau (hPa) | 1966              | 1035,9            | De Bilt           |      | 1966               | 1037,5             | Eelde                       |
| Officiële records worden altijd gemeten op het KNMI-weerstation in De Bilt. Landelijke records kunnen worden gemeten op elk officieel KNMI-weerstation in Nederland. |                   |                   |                   |      |                    |                    |                             |

Uitzonderlijke gebeurtenissen
- 1917 - Eerste officiële zachte dag van het jaar (maximumtemperatuur ≥ 15 °C in De Bilt)
- 1966 - Eerste officiële warme dag van het jaar (maximumtemperatuur ≥ 20 °C in De Bilt)
- 1993 - Officieel maandrecord hoogste minimumtemperatuur in °C van april gemeten in De Bilt: 13,9
- 2012 - Eerste officiële warme dag van het jaar (maximumtemperatuur ≥ 20 °C in De Bilt)
- 2023 - Officieel hoogste maximumtemperatuur in °C van april dit jaar gemeten in De Bilt: 17,9
- 2023 - Landelijk langste zonneschijnduur in uren van april dit jaar gemeten in Schiphol: 13,8

### België
Dagrecords
- 1938 - Laagste etmaalgemiddelde temperatuur 2,1 °C
- 1993 - Hoogste etmaalgemiddelde temperatuur 19 °C
- 1938 - Laagste minimumtemperatuur −1,2 °C
- 1993 - Hoogste maximumtemperatuur 26,2 °C
- 1991 - Hoogste etmaalsom van de neerslag 25,2 mm

Uitzonderlijke gebeurtenissen
- 1903 - Natste van alle april-decaden: totale neerslaghoeveelheid van 75,7 mm.
- 1913 - Tornado veroorzaakt schade in de streek van Sars-la-Bruyère (Frameries).
- 1952 - Maximumtemperatuur gedurende 12 dagen meer dan 20 °C in Ukkel.
- 2004 - Er ontstaat schade aan ruiten in de provincies Luik en Limburg door hagelstenen met soms een diameter tot 5 cm.
- 2007 - Warmste april-decade met een gemiddelde temperatuur van 17,6 °C.

<< · 1 · 2 · 3 · 4 · 5 · 6 · 7 · 8 · 9 · 10 · 11 · 12 · 13 · 14 · 15 · 16 · 17 · 18 · 19 · 20 · 21 · 22 · 23 · 24 · 25 · 26 · 27 · 28 · 29 · 30 · >>